# Коробкин, Владислав Владимирович
Владислав Владимирович Коробкин (укр. Владислав Володимирович Коробкін; 21 января 1983, Харьков, УССР, СССР) — украинский футболист. В прошлом — нападающий ряда украинских футбольных клубов, за которые забил более 100 голов. Большую часть карьеры провёл в системе киевского клуба «Оболонь».

## Биография

### Ранние годы
Родился в Харькове, воспитанник местных ДЮСШ и УФК. После этого поступил в харьковский спортинтернат. Выступая в ДЮФЛУ в составе УФК в сезоне 1999/00 годов стал лучшим бомбардиром турнира, отличился 11-ю голами в 18 матчах. По окончании сезона поехал на просмотр в «Сатурн» (Раменское), но до подписания контракта дело так и не дошло. В 2000 году подписал контракт с харьковским «Металлистом», но за главную команду харьковчан не сыграл ни одного поединка. Однако 10 октября 2000 года дебютировал за «Металлист-2» в ничейном (1:1) домашнем поединке 5-го тура группы «В» второй лиги чемпионата Украины против полтавской «Ворсклы-2», а дебютным голом за харьковскую команду отличился 30 сентября 2000 на 13-й минуте победного (3:1) домашнего поединка 9-го тура группы «В» второй лиги чемпионата Украины против алчевской «Стали-2». Всего в составе «Металлиста-2» сыграл 16 матчей и отметился 2-мя голами.

### Оболонь
В 2002 году по приглашению главного тренера киевской «Оболони» Владимира Мунтяна присоединился к столичным пивоваров, которые выступали в первой лиге. Дебютировал за киевскую команду 14 апреля 2002 в победном (2:0) домашнем поединке 24-го тура против одесского «Черноморца». Владислав вышел на поле на 46-й минуте, заменив Андрея Заворотнюка, а первым голом в составе «Оболони» отметился 24 апреля 2002 на 27-й минуте ничейного (1:1) домашнего поединка 26-го тура против львовских «Карпат-2». В Премьер-лиге дебютировал 18 мая 2003 года в проигранном (0:2) выездном поединке 25-го тура против киевского «Арсенала». Коробкин вышел на поле на 83-й минуте, заменив Олега Мазуренко. Однако Владислав преимущественно играл за «Оболонь-2», которая выступала во второй лиге чемпионата Украины. В сезоне 2003/04 годов выступал в составе перволигового фарм-клуба киевлян «Красилов-Оболонь». По окончании сезона вернулся в «Оболонь», который для него получился очень удачным, в 32 матчах чемпионата он отличился 11-ю голами, но главный тренер киевлян Пётр Слободян не рассчитывал на футболиста. Всего в составе «Оболони» в чемпионатах Украины сыграл 21 матч и отметился 2 голами (в сезоне 2004/05 годов в первенстве дублеров сыграл за пивоваров 14 матчей и отметился 3-мя голами), в составе «Оболони-2» провел 67 матчей и отметился 23 голами. Сезон 2006/07 годов на правах аренды провел в Ивано-Франковском «Спартаке», который выступал в первой лиге чемпионата Украины. Дебютировал в Ивано-Франковском клубе 11 августа 2006 в проигранном (0:1) выездном поединке 1/32 финала Кубка Украины против черкасского «Днепра», а дебютным голом в составе Ивано-Франковского клуба отличился 30 августа 2006 на 18-й минуте (реализовал пенальти) проигранного (1:3) выездного поединка 7-го тура против черниговской «Десны». В течение своего пребывания в «Спартаке» в первой лиге провел 14 матчей и отметился 4 голами, еще 1 поединок провел в кубке Украины. По окончании сезона у Владислава завершился контракт с «Оболонью» и игрок получил статус свободного агента.

### Продолжение карьеры
В июле 2007 года подписал контракт с перволиговым «Севастополем», в футболке которого провел только 4 поединка. И в августе 2007 года подписал контракт с луганским «Коммунальником». Дебютировал за луганчан в стартовом составе, 14 августа 2007 в победном (1:0) домашнего поединка 4-го тура группы Б второй лиги чемпионата Украины против харьковского «Газовика», а первым голом отличился 19 августа 2007 на 89-й минуте победного (3:1) выездного поединка 5-го тура группы Б второй лиги чемпионата Украины против донецкого «Олимпика». Всего в составе «Коммунальника» в чемпионате Украины сыграл 15 матчей и отметился 3-мя голами. Однако уже вскоре клуб прекратил существование, а Коробкин, успел сыграть 15 матчей (3 гола), получил статус свободного агента и вынужден был искать себе новое место работы.
В 2008 году вернулся в Харьков, выступал за команды с чемпионата области. В том же году ездил на просмотр в ПФК «Александрию», однако закрепиться в Александрии ему не удалось. Так и Владислав вернулся в Харьков и в 2009 году подписал контракт с местной второлиговой командой «Арсенал». В составе харьковского клуба сыграл 12 матчей и отметился 3-мя голами. По окончании сезона 2008/09 годов «Арсенал» прекратил выступать на профессиональном уровне, поэтому практически все игроки переехали в Черновцы, где усилили местную «Буковину». Не исключением был и Владислав. Дебютировал за «Буковину» 18 июля 2009 года в проигранном (1:2) выездном поединке 1-го предварительного раунда Кубка Украины против ФК «Сумы». Владислав вышел на поле в стартовом составе и отыграл весь матч, а на 36-й минуте реализовал пенальти, этот гол стал дебютным для Коробкина в футболке «Буковины», но он не помог черновчанам выйти в следующий раунд. Во второй лиге в составе черновицкой команды дебютировал 29 июля 2009 года в победном (3:1) выездном поединке 1-го тура группы «А» против «Львова-2». Владислав вышел на поле в стартовом составе и отыграл весь матч, а на 27-й, 63-й и 67-й минутах отличился дебютным голами чемпионатах Украины. По итогам сезона «Буковина» получила путевку в первую лигу, а Владислав стал лучший бомбардир Второй лиги. В следующем сезоне продолжал выступать в клубе, однако во время зимнего перерыва в сезоне 2010/11 годов покинул команду. В течение своего пребывания в «Буковине» в чемпионатах Украины сыграл 40 матчей и отметился 17 голами, еще 2 поединка (1 гол) провел в кубке Украины.
В 2011 году усилил второлиговый свердловский «Шахтёр». Дебютировал в составе свердловского клуба 16 апреля 2011 в победном (2:1) домашнем поединке 15-го тура группы Б против мариупольского «Ильичёвца-2», а дебютными голами в составе свердловских шахтеров отличился 21 мая 2011 на 1-й и 59-й минутах победного (3:0) выездного поединка 20-го тура группы Б против днепропетровского «Днепра-2». В течение своего пребывания в «Шахтере» во второй лиге чемпионата Украины сыграл 87 матчей и отметился 29-ю голами, еще 8 матчей (4 гола) провел в кубке Украины. В 2013 году сыграл последний матч на профессиональном уровне, после чего вернулся в Харьков. В 2014 году присоединился к местному любительскому клубу «Электротяжмаш» (с 2016 года - «Солли Плюс»), цвета которого защищал до расформирования команды. За это время в футболке клуба сыграл 62 матча и отметился 45-ю голами. С 2014 по 2016 годы становился победителем областного чемпионата, финалистом (2015) и обладателем (2016) кубка Харьковской области.

## Достижения
Командные
- Бронзовый призёр Первой лиги Украины (2): 2001/02, 2005/06
- Победитель Второй лиги Украины (2): 2007/08, 2009/10
- Бронзовый призёр Второй лиги Украины (1): 2012/13

Личные
- Лучший бомбардир Второй лиги Украины (1): 2009/10 (14 голов)
- Лучший бомбардир «Красилов-Оболони» в сезоне: 2003/04 (11 голов)
- Лучший бомбардир «Шахтёра» (Свердловск) в сезоне: 2012/13 (16 голов)
- Лучший бомбардир «Оболони-2» в сезонах: 2002/03 (8 голов), 2005/06 (9 голов)

## Статистика
| Украина          | Матчи | Количество забитых мячей |
| ---------------- | ----- | ------------------------ |
| Высшая лига      | 10    | 0                        |
| Кубок            | 14    | 7                        |
| Первая лига      | 81    | 20                       |
| Вторая лига      | 217   | 74                       |
| Турнир дублёров  | 14    | 3                        |
| Всего за карьеру | 336   | 104                      |